# Wahlkreis Stirling and Strathallan
Der Wahlkreis Stirling and Strathallan ist ein Wahlkreis (englisch constituency) für die Wahl eines Abgeordneten des britischen Unterhauses (House of Commons).

## Ergebnisse

### Parlamentswahl 2024
| Kandidaten           | Kandidaten        | Parteien                | Stimmen | %    |
| -------------------- | ----------------- | ----------------------- | ------- | ---- |
|                      | Chris Kane        | Labour Party            | 16.856  | 33,9 |
|                      | Alyn Smith        | Scottish National Party | 15.462  | 31,1 |
|                      | Neil Benny        | Conservative Party      | 9.469   | 19,0 |
|                      | Bill McDonald     | Reform UK               | 3.145   | 6,3  |
|                      | Hamish Taylor     | Liberal Democrats       | 2.530   | 5,1  |
|                      | Andrew Adam       | Scottish Green Party    | 2.320   | 4,7  |
| Gesamt               | Gesamt            | Gesamt                  | 49.782  | 100  |
|                      |                   |                         |         |      |
| Ungültige Stimmen    | Ungültige Stimmen | Ungültige Stimmen       | 242     | 0,5  |
| Wähler               | Wähler            | Wähler                  | 50.024  | 65,6 |
| Wahlberechtigte      | Wahlberechtigte   | Wahlberechtigte         | 76.284  |      |
|                      |                   |                         |         |      |
| Quelle: UK Parlament |                   |                         |         |      |